# Andrew Hubatsek
Andrew Hubatsek é um membro associado do "Bloomsburg Theatre Ensemble". Ele é conhecido também como ator, que atuou e dirigiu apresentações como On the Westward Trail e Y1K, Life in the Year 1000.
Talvez um de seus papéis mais memoráveis tenha sido o da personagem "Zelda" no filme Pet Sematary, de 1989, baseado na obra de Stephen King, o grande mestre do terror. Outro grande papel de Andrew Hubatsek foi o de um caixa no filme "Blue Steel", de 1990.
Andrew trabalha também com outras pessoas em trabalhos comunitários, como, por exemplo, professor de teatro em um grupo popular de teatro.